# فرهنگ در مجارستان
فرهنگ مجارستان با غذاهای متمایز، سنت‌های عامیانه، شعر، تئاتر، آداب و رسوم مذهبی، موسیقی و لباس‌های گلدوزی شده سنتی شناخته می‌شود. سنت‌های فولکلور مجارستان از گلدوزی، سفال‌های تزئین‌شده و کنده‌کاری گرفته تا جشن‌های پرنشاط موسیقی محلی را در بر می‌گیرد. از لحاظ تاریخی، موسیقی مجارستان نیز عمدتاً از موسیقی کولی در کنار قطعات کلاسیک و باروک تشکیل شده‌است. از نویسندگان مشهور مجارستانی می‌توان به شاندور مارائی، ایمره کرتس، برندهٔ جایزه نوبل ۲۰۰۲، پیتر استرهازی، ماگدا سابو و یانوس کودولانی اشاره کرد.

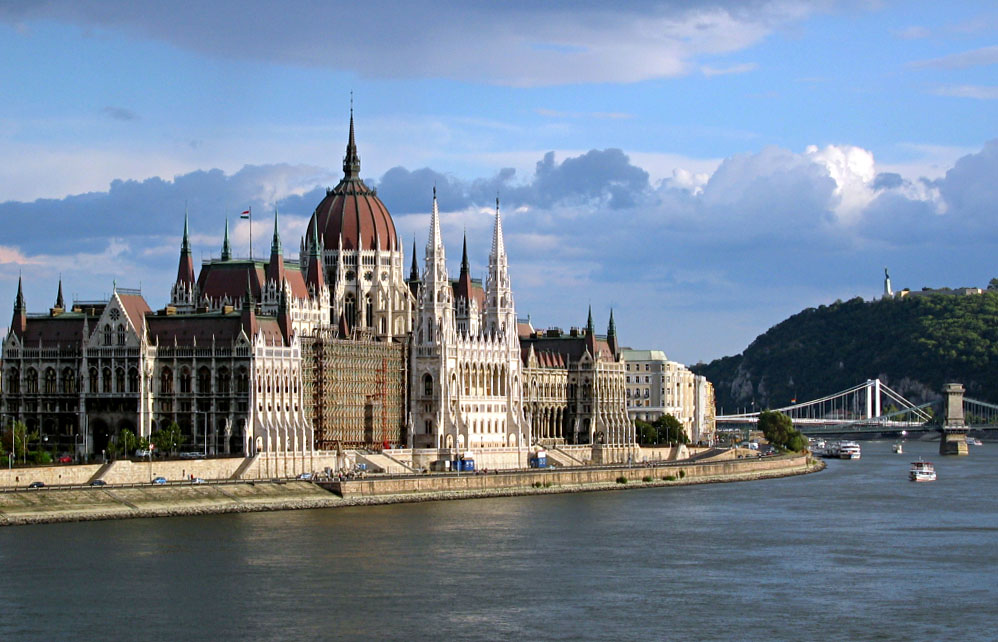
ساختمان پارلمان مجارستان در بوداپست

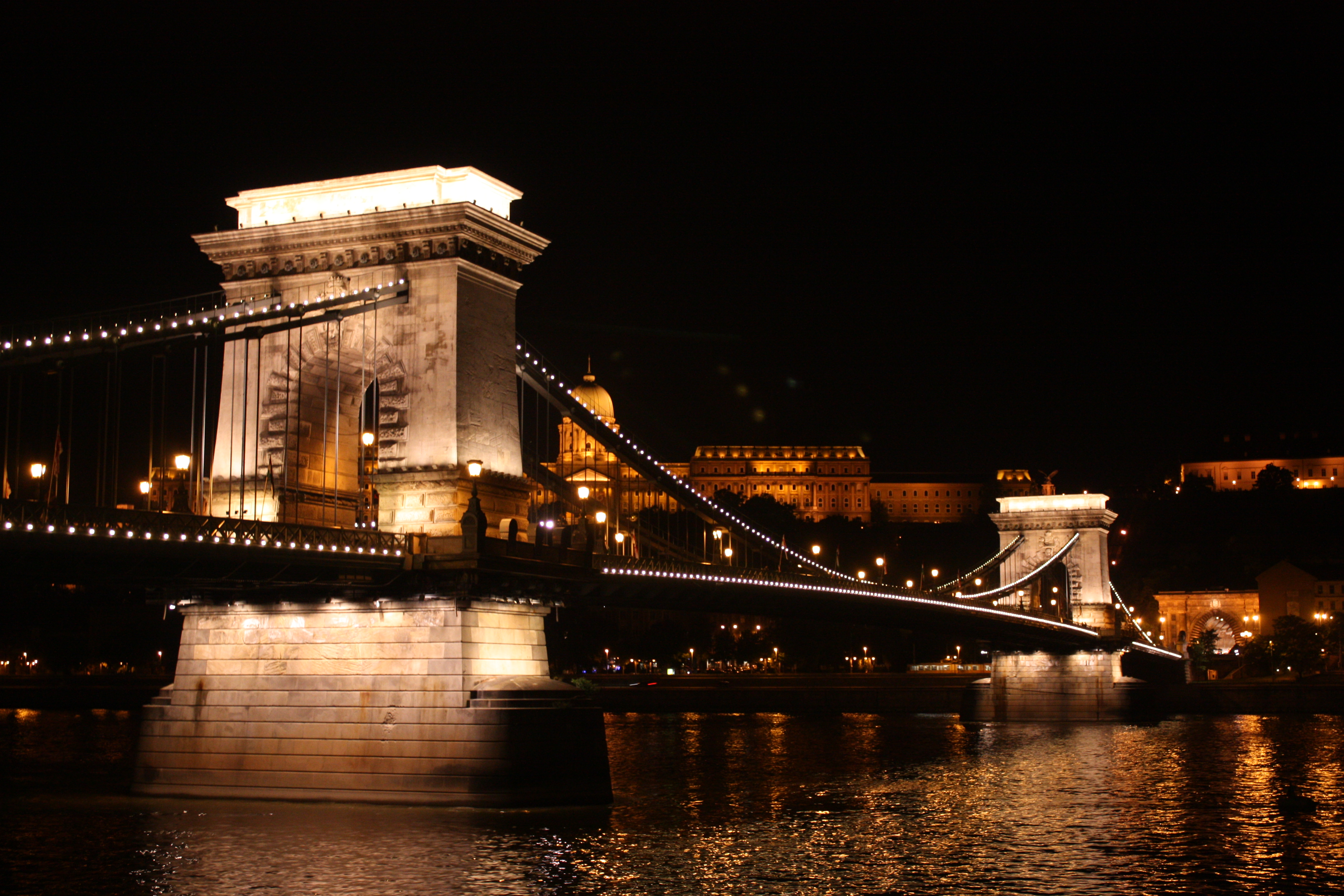
پل زنجیر در بوداپست

## زبان

قسمتی از اروپا که عمدهٔ مردم به زبان مجاری صحبت می‌کنند.

طبق آمار سال ۲۰۱۱، ۹٬۸۹۶٬۳۳۳ نفر از جمعیت مجارستان (معادل ۹۹٫۶٪ از جمعیت کشور) به زبان مجاری صحبت می‌کنند که از این بین ۹٬۸۲۷٬۸۷۵ نفر (معادل ۹۰٪) از این زبان به عنوان زبان اول استفاده می‌کنند و ۶۸٬۴۵۸ نفر زبان دومشان است.

## معماری
چند بنای مهم مجارستان عبارتند از:
- کنیسه خیابان دوهانی، بزرگ‌ترین کنیسه اروپا
- حمام دارویی سچنی، بزرگ‌ترین حمام دارویی اروپا
- کلیسای استرگوم، سومین کلیسای بزرگ اروپا
- صومعه پانون‌هالما، دومین صومعه بزرگ جهان
- قلعه گودوللو، دومین قلعه بزرگ باروک در جهان
- پچ، بزرگ‌ترین نکروپلیس مسیحی خارج از ایتالیا

## موسیقی

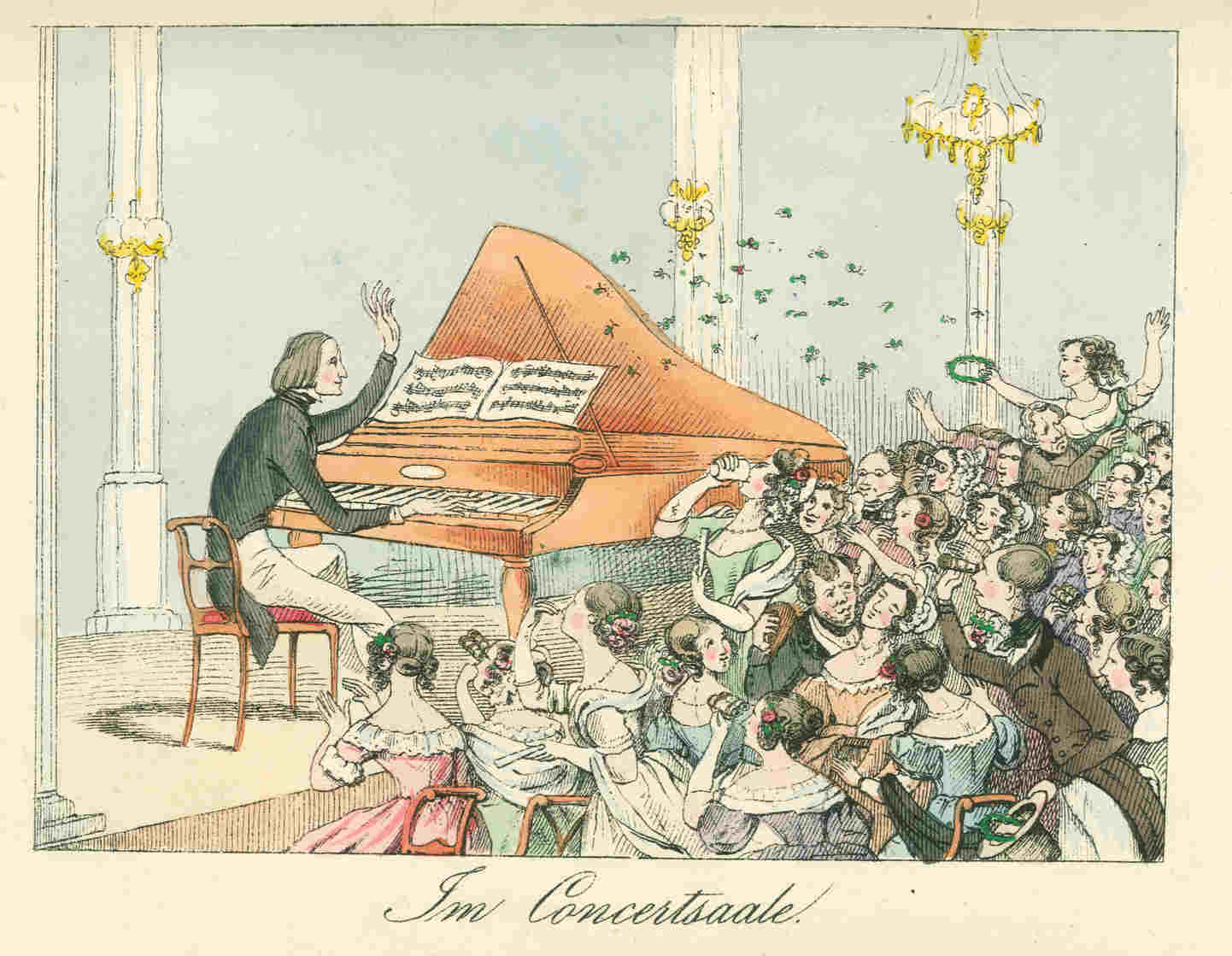
فرانتس لیست در تورینگن

موسیقی مجارستان شامل موسیقی سنتی مجاری و آهنگسازان برجسته‌ای مانند فرانتس لیست، فرانتس اشمیت، ارنو دونانی، بلا بارتوک، زلتان کدای، گئورگ لیگتی و میکلوش روژا است. موسیقی سنتی مجارستان به دلیل اینکه زبان مجاری به‌طور مداوم بر هجای اول هر کلمه تأکید می‌کند، ضرب آهنگ داکتیلی قوی دارد. مجارستان دارای تعدادی از آهنگسازان بین‌المللی شناخته شده موسیقی کلاسیک معاصر از جمله: گئورگی کورتاگ، پیتر اوتوس و زولتان ینی است.
بروتون ادعا می‌کند که موسیقی مجارستان به طرز شگفت‌انگیزی بر کشورهای همسایه أثرگذار بوده‌است (شاید به لطف تاریخ مشترک اتریش-مجارستان) و شنیدن آهنگ‌های مجارستانی در رومانی و اسلواکی غیرعادی نیست.
در دوران حکومت کمونیستی در مجارستان (۱۹۴۴–۱۹۸۹)، یک کمیته، آهنگ و موسیقی‌های عامه‌پسند را از نظر آثار براندازی و ناخالصی ایدئولوژیک بررسی و سانسور کرد. با این حال، از آن زمان، صنعت موسیقی مجارستان شروع به بهبود کرد و نوازندگان موفقی در زمینه‌های جاز مانند نوازنده ترومپت، رودولف تومشیتش، آهنگساز پیانو، کاروی بیندر و به شکل مدرنی از فولکلور مجارستانی، فرنتس شِبو و مارتا شِبِشتِیِن داشته‌است. مجارستان چندین گروه راک محبوب مانند اِلِش، مترو، یا اومگا داشته‌است. گروه‌های کهنه‌کار زیرزمینی دهه ۱۹۸۰ مانند بئاتریس نیز محبوب هستند.

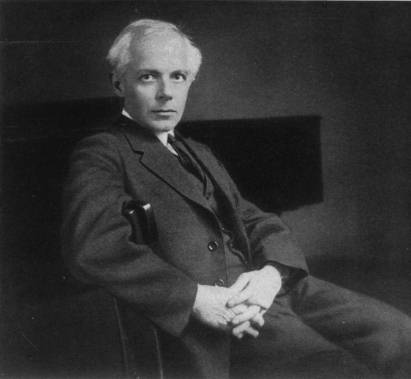
بلا بارتوک

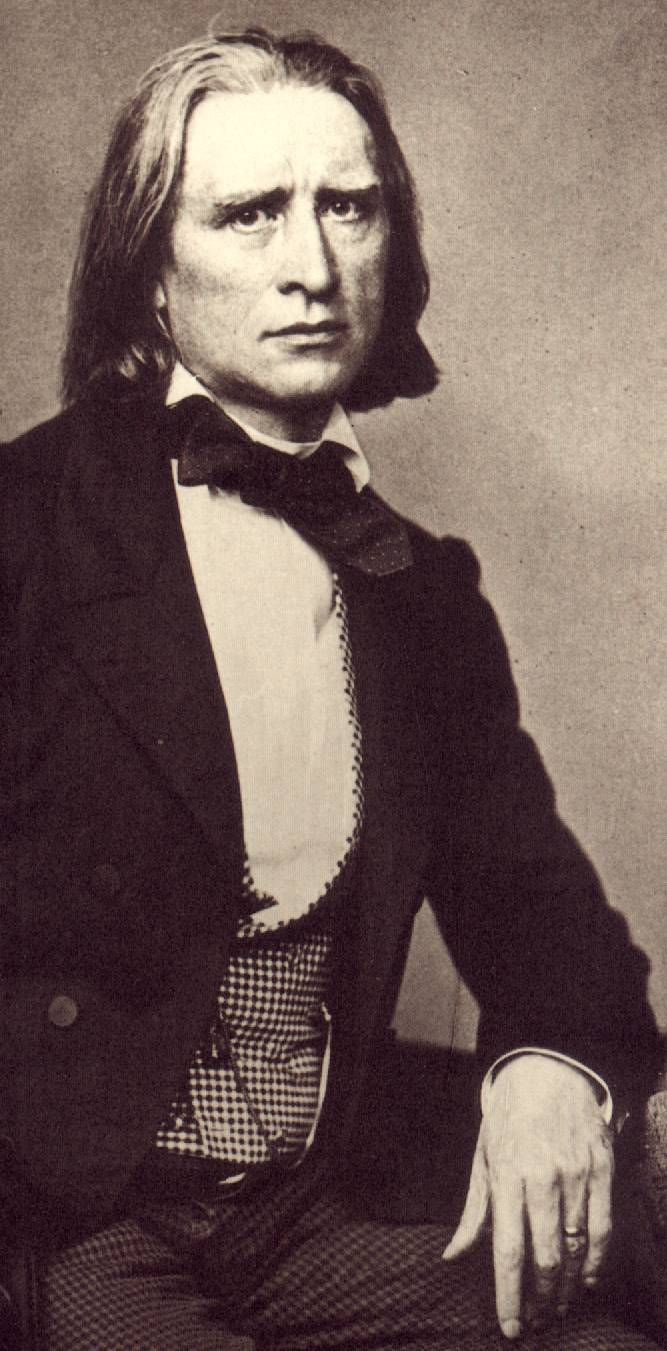
فرانتس لیست

## ادبیات

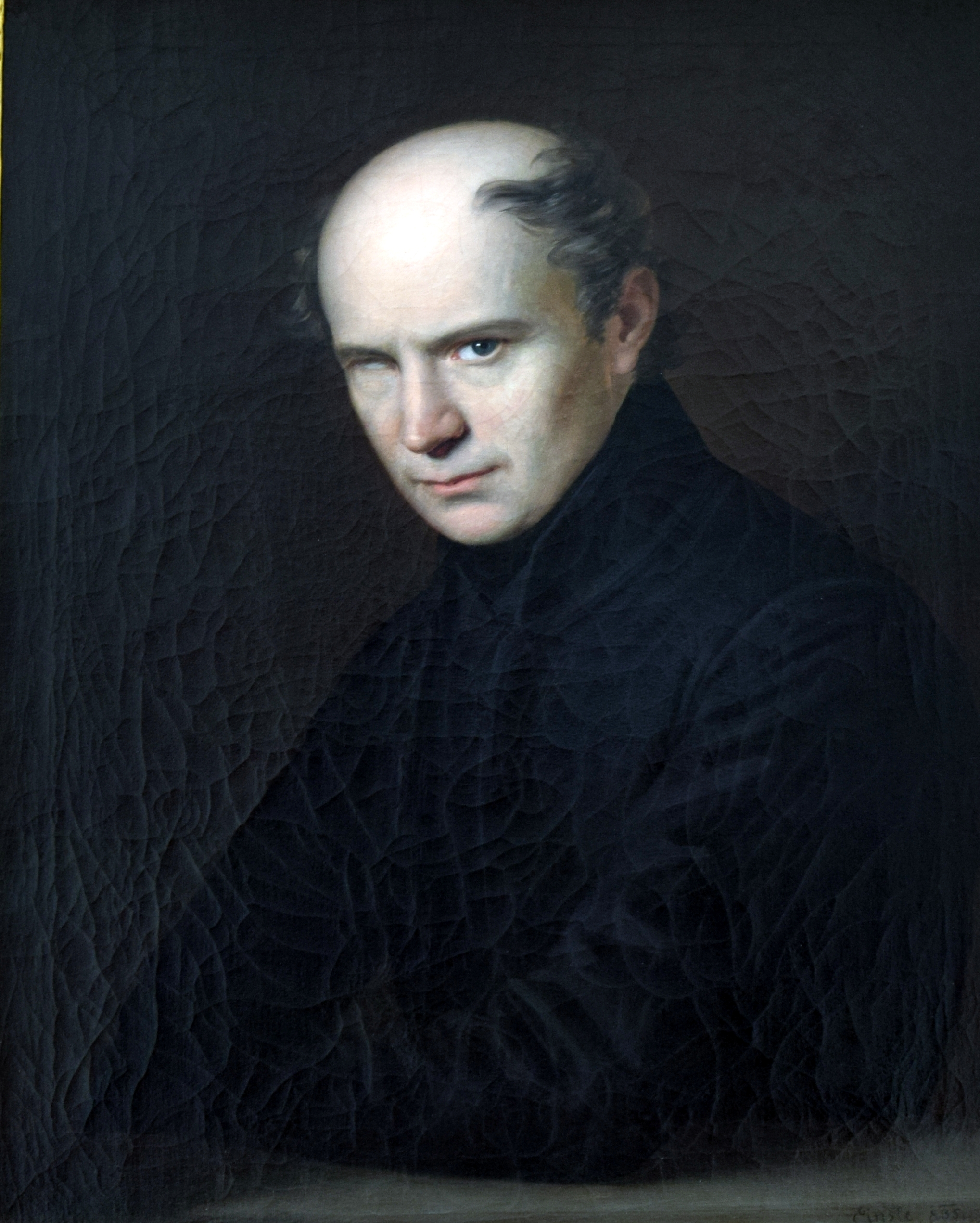
فرنتس کولچِی، نویسنده متن سرود ملی مجارستان

در گذشته، مجاری با خطی قدیمی نوشته می‌شد؛ پس از مسیحی شدن تحت فرمانروایی ایشتوان یکم به الفبای لاتین روی آورد. هیچ سندی از قبل از قرن یازدهم وجود ندارد.
قدیمی‌ترین نوشته مکتوب به زبان مجاری، قطعه‌ای از منشور تأسیس صومعه تیهانی است (سال ۱۰۵۵)، در حالی که بیشتر آن به زبان لاتین نوشته شده‌است، حاوی چندین اصطلاح مجاری نیز هست، قدیمی‌ترین شعر، مرثیه‌های قدیمی مریم (Ómagyar Mária-siralom) است که ترجمه‌ای ناقص از لاتین، متعلق به قرن سیزدهم است. همچنین این شعر، قدیمی‌ترین شعر از زبان اورالیک نیز است.
از اولین وقایع نگاری‌های تاریخ مجارستان می‌توان به Gesta Hungarorum ("اعمال مجارها") اثر نویسنده ای ناشناخته و Gesta Hunnorum et Hungarorum ("اعمال هون‌ها و مجارها") اثر شیمون کِزائی، که هر دو به زبان لاتین نوشته شده‌اند، اشاره کرد. این وقایع نگاری‌ها ترکیبی از تاریخ و افسانه‌ها هستند، بنابراین همیشه از نظر تاریخی دقیق نیستند. وقایع نگاری دیگر Képes krónika (تواریخ مصور) نام دارد که برای لایوش یکم نوشته شده‌است.
ادبیات رنسانس در زمان پادشاهی ماتیاش یکم (۱۴۵۸–۱۴۹۰) شکوفا شد. یانوس پانونیوس - با وجود اینکه به زبان لاتین می‌نوشت - یکی از مهم‌ترین نویسندگان ادبیات مجارستان به‌شمار می‌رود. او همچنین تنها شاعر مهم اومانیست مجارستانی در آن دوره بود. اولین چاپخانه در زمان سلطنت ماتیاس توسط آندرس هاس در بودا تأسیس شد. اولین کتابی که در مجارستان چاپ شد Chronica Hungarorum نام داشت.

## فیلم
سینمای مجارستان از آغاز قرن بیستم صنعتی برجسته در این کشور بوده‌است و مجارها دنیای فیلم را در خارج و داخل کشور تحت تأثیر قرار داده‌اند. از عمده فیلمسازان برجسته مجار می‌توان به ایشتوان سابو، بلا تار و میکلوش یانچو و در خارج ویلیام فاکس، بنیان‌گذار فاکس قرن بیستم؛ الکساندر کوردا، که نقش مهمی در آغاز صنعت فیلم در بریتانیا داشت و آدولف سوکور، بنیان‌گذار پارامونت پیکچرز اشاره کرد.

## آشپزی

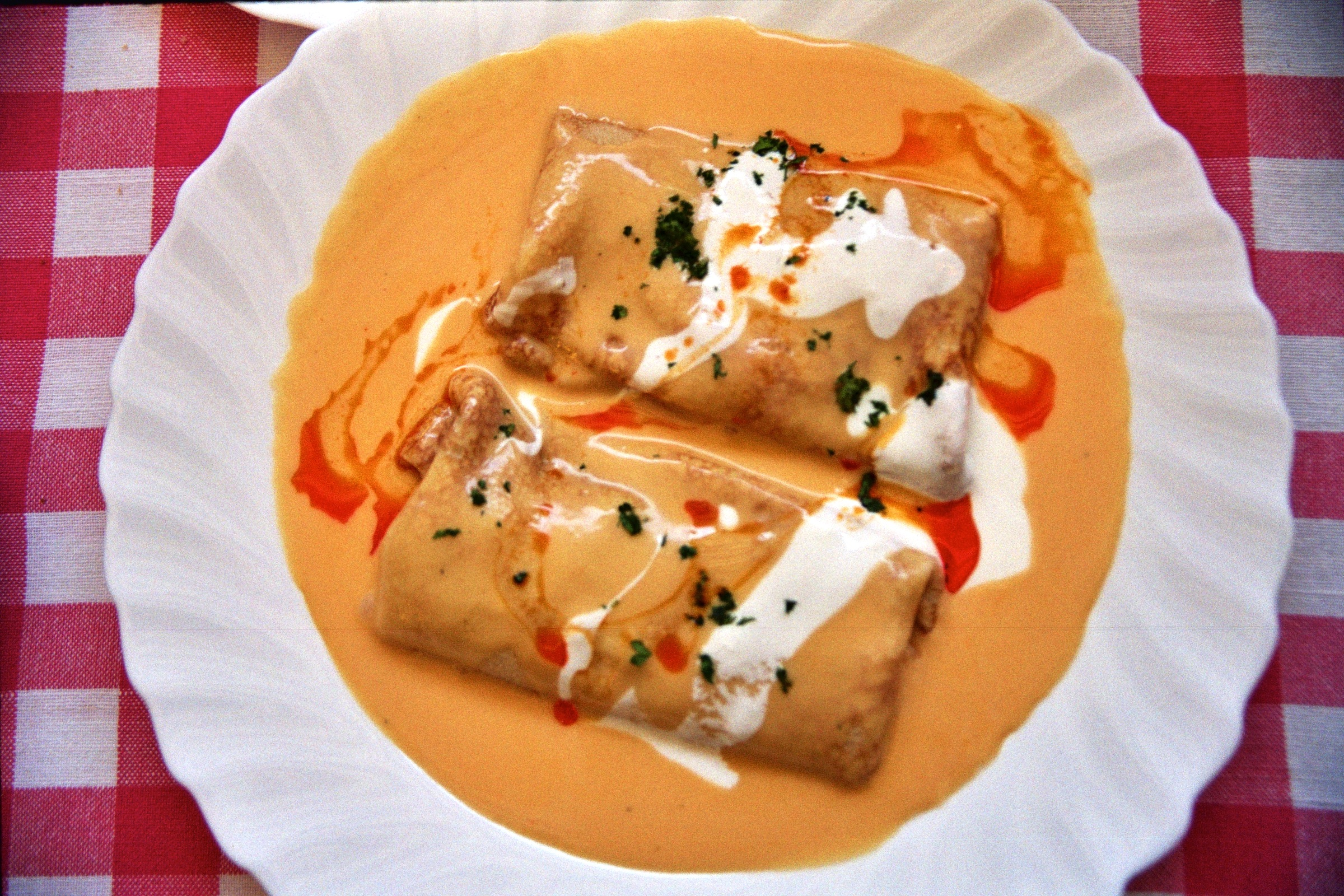
یک پنیکیک هورتباگی

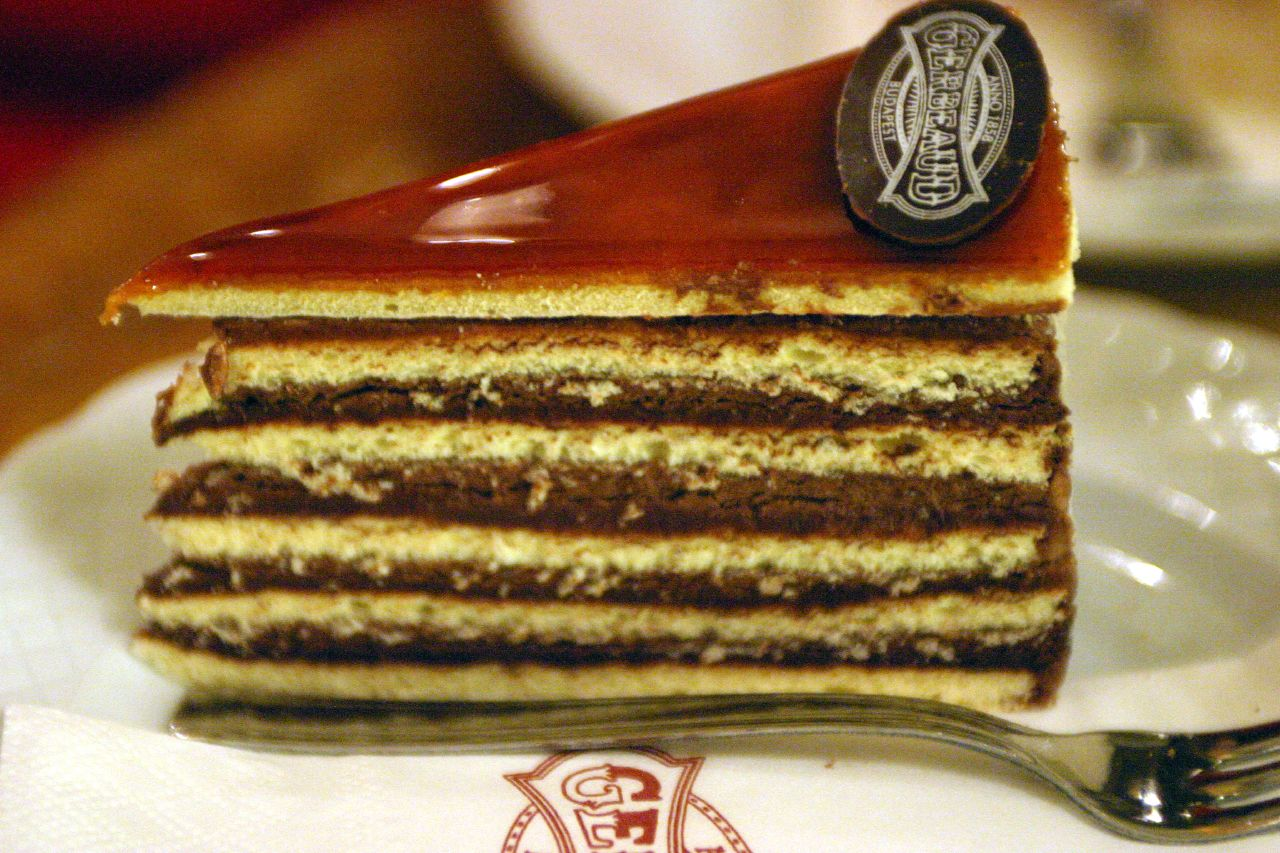
کیک دوبوش

غذاهای سنتی مجارستان به‌طور عمده مبتنی بر گوشت‌ها، سبزیجات فصلی، میوه‌ها، نان و محصولات لبنی هستند. آشپزی مجارستان متأثر از تاریخ مردم مجار بوده‌است و بر عکس آن نیز صدق می‌کند. اهمیت دام و نحوه زندگی عشایر مردم مجار، هم چنین نگاهی انداختن به گذشتهٔ دشت‌های پهناور سبزه زارشان، اهمیت گوشت در غذای مجارستان را آشکار می‌سازد و شاید در غذاهای سنتی مبتنی بر گوشت آنها که بر روی آتش پخته می‌شود، مانند گویاش بازتابیده گردد، خورش پورکولت و سوپ ماهیگیر تند همه به‌طور سنتی روی آتش ایجاد شده با چوب در محیط باز، در یک پاتیل پخته می‌شود.

## گل دوزی

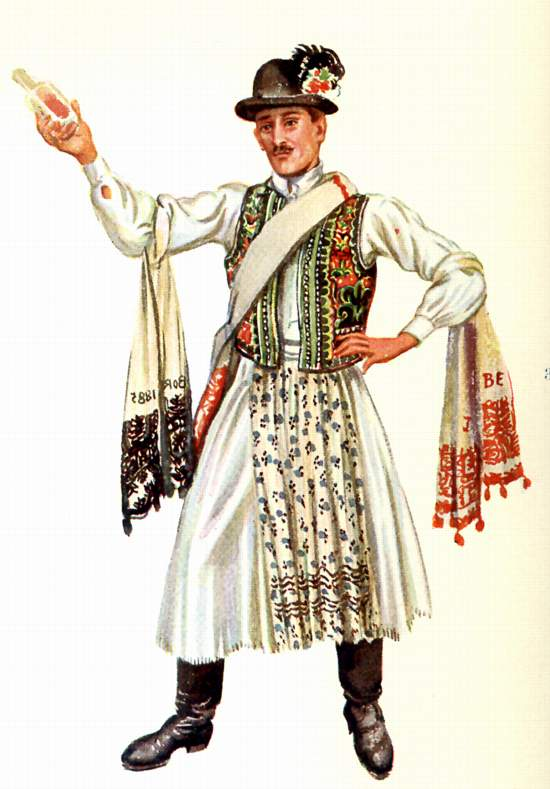
یک مجار در لباس سنتی این کشور، سال ۱۸۸۵

در آغاز قرن هجدهم بود که سبک کنونی هنر عامیانه مجارستان شکل گرفت و عناصر رنسانس و باروک بسته به منطقه و همچنین تأثیرهای دودمان ایرانی ساسانیان را در خود جای داد. گل‌ها و برگ‌ها، گاهی یک پرنده یا یک زیور مارپیچی، تم‌های اصلی برای تزئین هستند. متداول‌ترین زیور، گلی است که قسمت مرکزی آن شبیه چشم پر طاووس است.
تقریباً تمام مظاهر هنر عامیانه در جاهای دیگر اروپا نیز استفاده می‌شد. همچنین در میان دهقانان مجاری در زمان‌های مختلف شکوفا شد و سرامیک و منسوجات آن‌ها از همه پیشرفته‌تر بودند.
بهترین دستاوردها در هنرهای نساجی آنها، گلدوزی‌هایی است که از منطقه ای به منطقه دیگر متفاوت است. محصولات Kalotaszeg در ترانسیلوانی محصولات جذابی با طراحی شرقی هستند که عمدتاً در یک رنگ - قرمز، آبی یا سیاه دوخته شده‌اند. عمدتاً، گلدوزی‌ها روی پارچه‌های محراب، روبالشی‌ها و ملحفه‌ها اعمال می‌شود.
در مجارستان، شارکوز (یک منطقه تاریخی در تولنا) در ترانسدانوبیا و مزوکووشد در دشت بزرگ مجارستان بهترین گلدوزی‌ها را تولید می‌کنند. در منطقه شارکوز، کلاه‌های زنانه طرح‌های سیاه و سفید را به ظرافت توری نشان می‌دهند و نشان‌دهنده احساس هنری فوق‌العاده ظریف مردم است. نقوش گلدوزی به کار رفته در لباس زنانه نیز به عنوان رومیزی برای استفاده مدرن به عنوان تزئینات استفاده می‌شود.

## ورزش
تنها هفت کشور (ایالات متحده آمریکا، اتحاد جماهیر شوروی، بریتانیا، فرانسه، ایتالیا، چین و آلمان) بیش از مجارستان مدال طلای بازی‌های المپیک تابستانی را کسب کرده‌اند. مجارستان دومین سرانه مدال طلای المپیک در المپیک تابستانی را دارد. مجارستان از میان ۲۱۱ کشور شرکت کننده، نهمین کشور از لحاظ بالا بودن تعداد مدال‌های بازی‌های المپیک با مجموع ۴۶۵ مدال است. این در حالی است که مجارستان از شرکت در المپیک ۱۹۲۰ و ۱۹۸۴ منع شد. در بازی‌های المپیک تابستانی، مجارستان بین سال‌های ۱۹۲۸ تا ۱۹۹۶، زمانی که مجاز به رقابت بودند، همیشه در بین ۱۰ کشور برتر (در شمارش مدال‌های طلا) قرار داشتند.
از جمله مشهورترین مجارها، فوتبالیست مشهور، فرانس پوشکاش (۱۹۲۷–۲۰۰۶) است. او ۸۴ گل در ۸۵ بازی بین‌المللی برای تیم ملی فوتبال مجارستان و ۵۱۱ گل در ۵۳۳ بازی در لیگ‌های مجارستان و اسپانیا به ثمر رساند. پوشکاش در فینال جام جهانی فوتبال ۱۹۵۴ مقابل آلمان غربی بازی کرد. در سال ۱۹۵۸، پس از انقلاب مجارستان، او به اسپانیا مهاجرت کرد و در تیم افسانه‌ای رئال مادرید بازی کرد که شامل آلفردو دی استفانو و فرانسیسکو خنتو نیز می‌شد.
مجارستانی‌ها همچنین به دلیل مهارت‌شان در ورزش‌های آبی، عمدتاً شنا، واترپلو و قایق‌رانی (که در آن مدال‌های متعددی کسب کرده‌اند) شهرت دارند. کریستینا اگرزگی یکی از بزرگ‌ترین قهرمانان المپیکی مجارستان در دوران مدرن است. او با سه بار شرکت در المپیک (۱۹۸۸، ۱۹۹۲ و ۱۹۹۶) پنج بار موفق به کسب مدال طلای المپیک در رشته شنا شده‌است و یکی از سه نفری که تا به حال برنده مدال طلای یک رشته شنا در سه المپیک تابستانی متوالی شده‌است. او در حال حاضر تنها شناگر زن است که پنج مدال طلای انفرادی المپیک را کسب کرده‌است. به عنوان یک بازیکن، تا به امروز دزسو گیرماتی (۱۹۲۷–۲۰۱۳) اولین و تنها ورزشکار (مرد یا زن) است که برنده پنج مدال المپیک در واترپلو شده‌است: سه طلا، یک نقره و یک برنز. او به عنوان سرمربی نیز تیم ملی واترپلو مردان مجارستان را در المپیک به سه مدال رساند: یک طلا، یک نقره و یک برنز که او را به یکی از موفق‌ترین مربیان واترپلو در تاریخ المپیک تبدیل کرد. او تنها مردی است که در ۱۰۰ سال گذشته در واترپلو به عنوان بازیکن و سرمربی موفق به کسب طلای المپیک شده‌است. در سال ۲۰۱۳، فدراسیون جهانی شنا او را به عنوان یک «بازیکن و مربی افسانه ای واترپلو» و «یکی از بهترین بازیکنانی که تا به حال دیده شده‌است و یکی از پرافتخارترین بازیکنان تاریخ» توصیف کرد.
علیرغم محصور بودن در خشکی، وجود دو رودخانه اصلی (دانوب و تیسا) و یک دریاچه بزرگ (بالاتون)، فرصت‌های بسیار خوبی برای انجام ورزش‌های آبی فراهم می‌کند. در سال‌های اخیر تعداد گلف بازان در این کشور نیز افزایش یافته‌است. این ورزش در ۲۰ سال گذشته (پس از سقوط سوسیالیسم) پیشرفت زیادی کرده‌است، اما وضعیت اقتصادی مانع توسعه بیشتر زمین‌های گلف می‌شود.
برخی از بهترین ورزشکاران شمشیربازی سابر جهان از لحاظ تاریخی اهل مجارستان هستند.
تیم ملی بسکتبال مجارستان یکی از قدرت‌های اصلی بسکتبال اروپا از اواسط دهه ۱۹۴۰ تا اواسط دهه ۱۹۶۰ بود، زمانی که چندین مدال در مسابقات قهرمانی بسکتبال اروپا کسب کرد و اغلب به بازی‌های المپیک تابستانی راه یافت. در دهه‌های گذشته، تیم پتانسیل خود را کمتر نشان داد. معروف‌ترین بازیکن آن در دهه‌های اخیر، کورنل داوید بوده‌است.
تیم ملی هاکی روی یخ مجارستان همچنین برای اولین بار در مسابقات جهانی IIHF پس از بیش از ۷۰ سال، جواز حضور را کسب کرد.

## پرچم

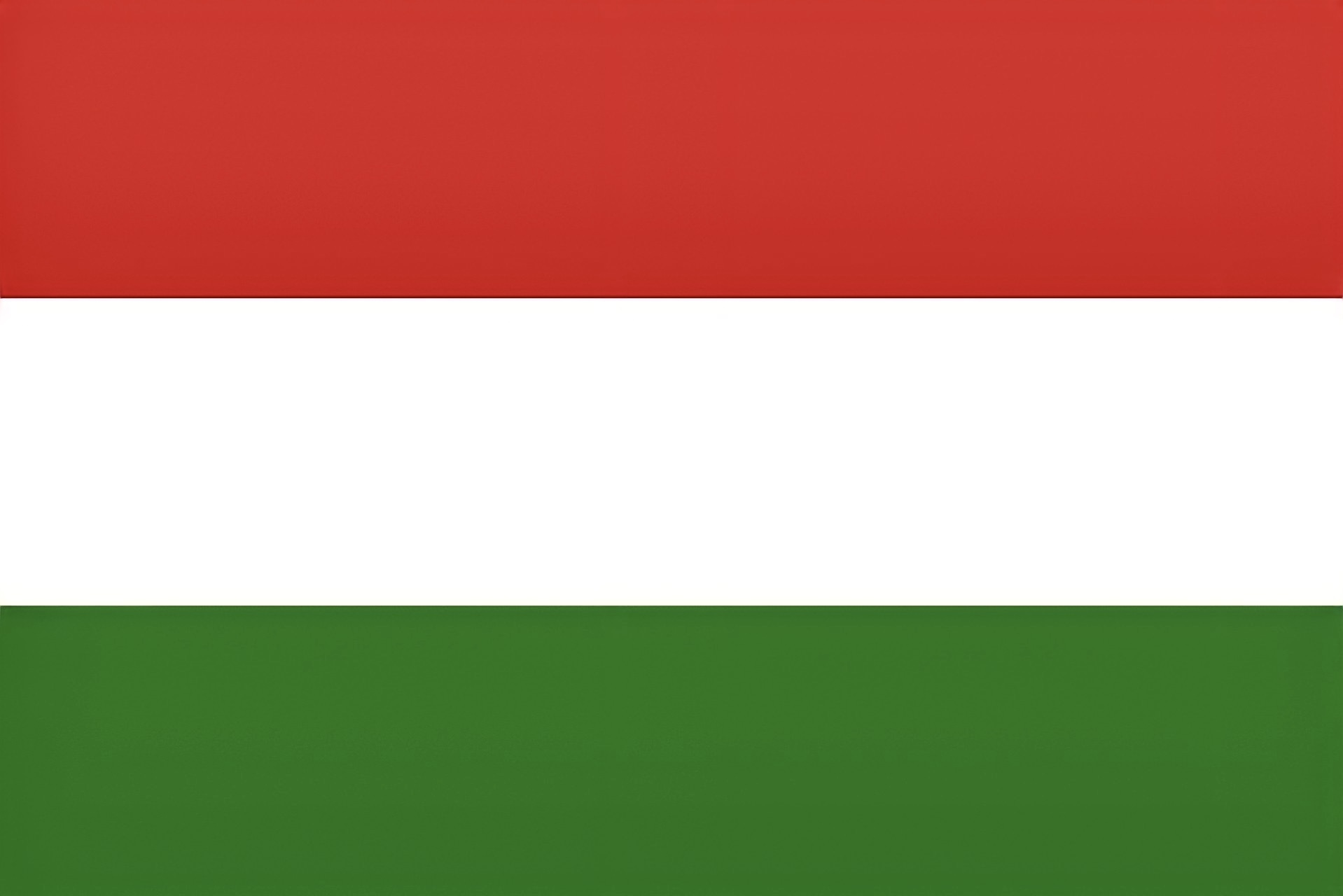
پرچم مجارستان

پرچم مجارستان از سه رنگ افقی قرمز، سفید و سبز تشکیل شده‌است. این سبک پرچم در ۱۲ اکتبر ۱۹۵۷ و پس از انقلاب مجارستان در سال ۱۹۵۶ به تصویب رسید.
این رنگ‌ها در طول تاج‌گذاری ماتیاس دوم در سال ۱۶۰۸ مورد استفاده قرار گرفتند. حدس زده می‌شود که رنگ‌ها و رابطه آنها با سلطنت مجارستان به قرن سیزدهم بازمی‌گردد.
رنگ‌های این پرچم در نشان ملی مجارستان نیز وجود دارد. تصور می‌شود که رنگ قرمز نشان دهنده نبردهای مختلفی است که مجارستان در آن شرکت کرده‌است، در حالی که رنگ سفید و سبز به ترتیب نشان دهنده رودخانه‌ها و کوه‌های مجارستان است.